# Anatomija
Anatomija je biološka disciplina koja se bavi strukturom i organizacijom organizama.
U užem smislu naziv se odnosi na znanost o građi čovječjeg tijela (anthropotomia), ali u širem smislu on obuhvaća i znanosti o sustavu tijela životinja (zootomia) i biljaka (pythotomia).
S medicinskog stajališta, anatomija se sastoji od preciznih znanja o formi, poziciji, veličini i odnosu različitih struktura u zdravom tijelu čovjeka. Grč. anatomia (rezati, secirati, otvoriti) naziv je koji se opravdano održao još od 5. stoljeća pr. Kr. jer upravo ukazuje na glavni način istraživanja ljudskog tijela.
Ljudsko tijelo je toliko komplicirano da samo mali broj profesionalnih anatoma, nakon godina strpljivog promatranja, postanu specijalisti svih njegovih detalja. Većina ih se specijalizira samo za posebne dijelove zadržavajući samo dobro 'radno' znanje o ostalom.

## Grane anatomije
Najstarija i najbolje upoznata grana anatomije, sustavna anatomija, istražuje pojedinačne organske sustave, bez obzira na lokacije organa koji mu pripadaju.
Zadaća je topografske ili opisne anatomije prikazati pojedine dijelove tijela kao cjelinu (regiju) opisujući paralelno više organskih sustava sa svim njihovim međusobnim odnosima. Dio topografske anatomije koji služi potrebama kirurgije naziva se kirurška anatomija.
Plastična ili površinska anatomija se bavi vanjskim oblikom tijela i njegovim mijenama, izostavljajući unutarnje organe. Predmet njezine pozornosti su posebno skeletni sustav zglobova i mišićni sustav, njihova funkcija, izgled u pokretu i utjecaj na opći oblik tijela.
Komparativna anatomija uspoređuje građu tijela različitih životinjskih vrsta u gradaciji od najjednostavnijih do složenih oblika. Upotpunjena paleontologijom poredbena je anatomija rasvijetlila povijesni razvitak i srodnost svih vrsta na Zemlji uključujući i čovjeka.
Ako je ograničena na jednu vrstu govorimo o specijalnoj anatomiji. S utilitarističkog motrišta je proučavanje čovjeka najvažnije područje specijalne anatomije.
Šire područje od anatomije je morfologija koja istražuje uzorke po kojima nastaju i zakone po kojima se na potomstvo prenose tjelesni oblici.

## Vanjske poveznice
Mrežna mjesta
- anatomija Hrvatska enciklopedija